# 丹妮尔·比苏蒂
丹妮尔·妮科尔·比苏蒂（Danielle Nicole Bisutti，1976年10月1日—） 是一位美国女演员、歌手。比苏蒂有意大利血统。 她就读于加州州立大学富勒顿分校，获得表演和音乐剧学士学位。她曾於2002年獲得日間時段艾美獎獎項。她在2018年電子游戏戰神中為北欧神话女神弗蕾亚配音。她同樣在戰神：諸神黃昏中繼續為弗蕾亚配音。 